# Cao Yuan
Cao Yuan (kinesiska: 曹缘, pinyin: Cáo Yuán), född 7 februari 1995 i Peking är en kinesisk simhoppare.

## Karriär
Cao vann en guldmedalj i synkroniserade höga hopp vid olympiska sommarspelen 2012 i London. Vid olympiska sommarspelen 2016 i Rio de Janeiro vann han en guldmedalj i svikthopp och en bronsmedalj i synkroniserade svikthopp tillsammans med Qin Kai. Vid världsmästerskapen i simsport 2017 i Budapest tog Cao en silvermedalj i synkroniserade svikthopp tillsammans med Xie Siyi.
Vid OS i Tokyo 2021 tog Cao guld i hopp från 10 meter samt silver tillsammans med Chen Aisen i parhoppning från 10 meter.